# AQ Волка
AQ Волка (лат. AQ Lupi) — одиночная переменная звезда в созвездии Волка на расстоянии (вычисленном из значения параллакса) приблизительно 69248 световых лет (около 21231 парсека) от Солнца. Видимая звёздная величина звезды — от менее +16,5m до +12,8m.

## Характеристики
AQ Волка — красная пульсирующая переменная звезда, мирида (M) спектрального класса M. Эффективная температура — около 3281 K.